# Alberto Sgarbi
Pour les articles homonymes, voir Sgarbi.
Pas d'image ? Cliquez ici

a Compétitions nationales et continentales officielles uniquement.

b Matchs officiels uniquement.
Dernière mise à jour le 17 mars 2022.
Alberto Sgarbi (né le 26 novembre 1986 à Montebelluna, dans la province de Trévise en Vénétie) est un joueur de rugby à XV italien qui évolue au poste de centre avec l'équipe d'Italie et avec le Petrarca Padoue.

## Carrière

### En club
- 2004-2006 : San Marco
- 2006-2021 : Benetton Trévise
- 2021- : Petrarca Padoue

### En sélection nationale
Il a honoré sa première cape internationale le 10 février 2008 avec l'équipe d'Italie pour une défaite 19-23 contre l'équipe d'Angleterre.

## Palmarès
- Vainqueur du Super 10 en 2006, 2007, 2009 et 2010 avec le Benetton Trévise.
- Vainqueur de la coupe d'Italie en 2010 avec le Benetton Trévise.

### En sélection nationale
À jour au 03/03/2017
- 29 sélections depuis le 10 février 2008.
- 10 points (2 essais).
- Sélections par années : 4 en 2008, 3 en 2009, 1 en 2010, 6 en 2011, 9 en 2012, 4 en 2013, 2 en 2014

- Tournoi des Six Nations disputés: 2008, 2010, 2011, 2012, 2013, 2014

- Coupe du monde de rugby disputée: 2011.